# Calceolaria petioalaris
Calceolaria petioalaris är en toffelblomsväxtart som beskrevs av Antonio José Cavanilles. Calceolaria petioalaris ingår i släktet toffelblommor, och familjen toffelblomsväxter. Inga underarter finns listade i Catalogue of Life.